# Orthevielle
Orthevielle è un comune francese di 901 abitanti situato nel dipartimento delle Landes nella regione della Nuova Aquitania.
Nel territorio del comune scorre il corso d'acqua delle Gaves réunis, affluente del fiume Adour.

## Società

### Evoluzione demografica
Abitanti censiti